# Río Charente
El Charente es un río de 381 km de largo en el suroeste de Francia. Su fuente está en el departamento de Alto Vienne, en Chéronnac, un pequeño pueblo cerca de Rochechouart. Fluye por los departamentos de Alto Vienne, Charente, Vienne y Charente Marítimo. El río desemboca en el océano Atlántico cerca de Rochefort.

## Navegación
El Charente fue navegable durante muchos años, pero la navegación sólo se ha restaurado hace poco después de que el río estuviera virtualmente abandonado por los barcos comerciales a mediados del siglo XX. Los navíos recreativos han tomado posesión de la vía navegable de la que la navegabilidad ha sido completamente restaurada llegando corriente arriba hasta Angulema. Atraviesa las ciudades de Cognac, Jarnac, Saintes y Rochefort. El río tiene excelentes posibilidades para el turismo y ha sido equipado corriente arriba desde Saintes. Tiene esclusas de un tamaño bastante modesto - algunos de 34 a 6 metros. Los muelles a lo largo del río con botes para alquilar y buenas posibilidades para echar amarras y desembarcar hacen del Charente una zona de esparcimiento perfecta para los amantes de los viajes en barco.

## Afluentes
Entre los afluentes están:
- Antenne
- Né
- Coran
- Seugne
- Bramerit
- Boutonne
- Arnoult
- Bandiat
- Tardoire
- Touvre
- Bonnieure

## Ciudades
Entre las ciudades a lo largo del río están:
- Civray
- Jarnac
- Montignac-Charente
- Angoulême
- Coñac
- Saintes
- Taillebourg
- Saint-Savinien
- Tonnay-Charente
- Rochefort
- Soubise
- Vergeroux